# Atsushi Nabeta
Atsushi Nabeta (japanisch 鍋田 純志 Nabeta Atsushi; * 2. Januar 2000 in Toyama, Präfektur Toyama) ist ein japanischer Fußballspieler.

## Karriere
Atsushi Nabeta erlernte das Fußballspielen in der Schulmannschaft der Toyama Mizuhashi High School sowie in der Universitätsmannschaft der Toin University of Yokohama. Seinen ersten Vertrag unterschrieb er am 1. Februar 2023 bei Kataller Toyama. Der Verein aus Toyama spielte in der dritten japanischen Liga, der J3 League. In seiner ersten Profispielzeit bestritt er zwei Drittligaspiele. Am Ende der Saison 2024 belegte er mit dem Verein den dritten Platz und qualifizierte sich für die Aufstiegsspiele. Hier spielte man im Finale gegen Matsumoto Yamaga 2:2-Unentschieden. Da Katallar in der regulären Spielzeit den dritten Platz belegte, stieg man in die zweite Liga auf.